# НСУ 125 ЗДБ
НСУ НСУ 125 ЗДБ је био мотоцикл произведен између 1947. и 1951. од стране немачког произвођача аутомобила и мотоцикала НСУ. Овај модел је био припремљен још 1941. године, али је Други светски рат онемогућио његову прозводњу, па је мало редизајнирана верзија овог модела почела да се производи 1947. године.
Његов наследник је НСУ Фокс.